# Saint-Ferréol-des-Côtes
Saint-Ferréol-des-Côtes är en kommun i departementet Puy-de-Dôme i regionen Auvergne-Rhône-Alpes i centrala Frankrike. Kommunen ligger i kantonen Ambert som tillhör arrondissementet Ambert. År 2022 hade Saint-Ferréol-des-Côtes 549 invånare.

## Befolkningsutveckling
Antalet invånare i kommunen Saint-Ferréol-des-Côtes
| Referens: INSEE |